# Christine Behle

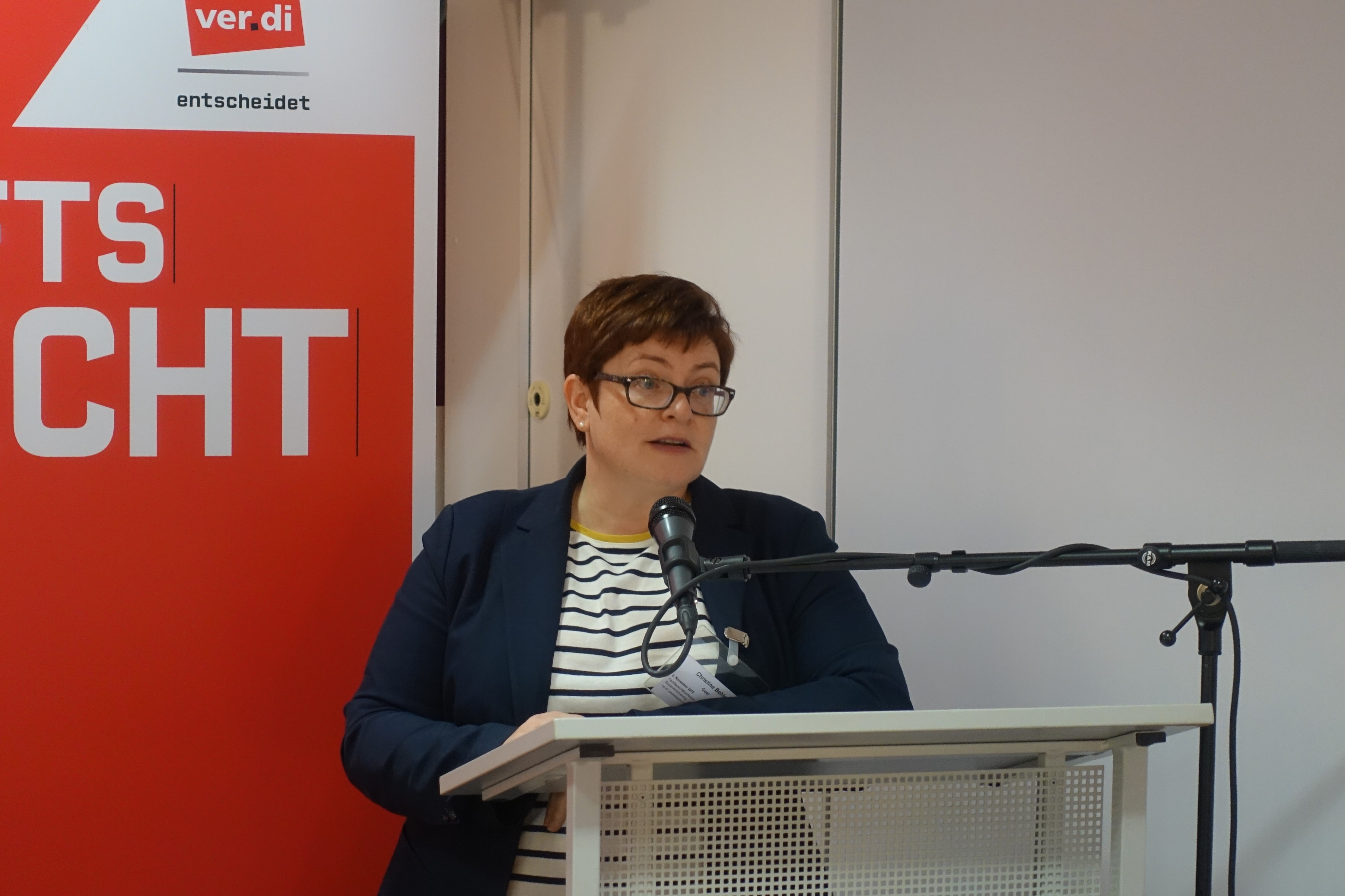
Christine Behle bei einer ver.di-Konferenz am 2. November 2018 in Hamburg

Christine Behle (* 12. Juli 1968 in Wuppertal) ist eine deutsche Gewerkschafterin und ehemalige Inspektorin der Stadt Wuppertal. Seit 2011 ist sie Mitglied im Bundesvorstand der Vereinten Dienstleistungsgewerkschaft (ver.di) und seit 2019 stellvertretende Vorsitzende. Hier leitet sie den Bundesfachbereich Öffentliche und private Dienstleistungen, Sozialversicherung und Verkehr. Zudem ist sie verantwortlich für die Tarifpolitik Öffentlicher Dienst und die Personengruppen Beamte und Arbeiter der Gewerkschaft ver.di.

## Leben und Wirken
Nach dem Abitur am Wuppertaler Gymnasium Bayreuther Straße 1988 begann Behle im gleichen Jahr ihre Ausbildung zur Stadtinspektorin. 1989 trat sie der Gewerkschaft Öffentliche Dienste, Transport und Verkehr (ÖTV) bei und war bis 1993, zwei Jahre nach Aufnahme der Berufstätigkeit für Wuppertal Mitglied und Vorsitzende der Jugend- und Auszubildendenvertretung. Ab 1994 besuchte sie für ein Jahr die Sozialakademie Dortmund, seit 1995 war sie hauptamtliche Referentin oder Sekretärin der ÖTV, ab 1999 leitete sie den Fachbereich 3 (Gesundheit, Soziale Dienste, Wohlfahrt und Kirchen) der Vereinten Dienstleistungsgewerkschaft auf Bezirksebene, ab 2005–2011 auf Landesebene für Nordrhein-Westfalen. Am 19. Dezember 2011 wurde sie in den Bundesvorstand von ver.di mit der Zuständigkeit für die Leitung des Fachbereichs 11 (Verkehr) gewählt.
Sie ist seit 1993 Mitglied der Sozialdemokratischen Partei Deutschlands, Mitglied der Arbeiterwohlfahrt, der Sozialistischen Jugend Deutschlands – Die Falken und war zwischen 2004 und 2009 Mitglied im Stadtrat von Wuppertal. Darüber hinaus ist sie Mitglied im Aufsichtsrat der Lufthansa AG und der Bremer Lagerhaus-Gesellschaft.
Beim Bundeskongress 2019 in Leipzig wurde sie mit 91,1 Prozent der Stimmen als stellvertretende Gewerkschaftsvorsitzende gewählt, die Wiederwahl erfolgte beim Bundeskongress 2023 in Berlin (93,5 Prozent).
Als stellvertretende Vorsitzende ist sie zuständig für die Bereiche Tarifarbeit öffentlicher Dienst, Arbeiter sowie Beamte. Von 2019 bis 2021 oblag ihr zudem die Leitung der Fachbereiche 4 (Sozialversicherung), 6 (Bund und Länder), 7 (Gemeinden), 11 (Verkehr) und 13 (Besondere Dienstleistungen), die im Rahmen einer Strukturreform zum 1. Januar 2022 zum Fachbereich B (Öffentliche und private Dienstleistungen, Sozialversicherungen und Verkehr) verschmolzen wurden, dessen Leitung sie seither innehat.
International vertritt sie die Gewerkschaft ver.di im Vorstand der Europäischen Transportarbeiter-Föderation sowie der Internationalen Transportarbeiter-Föderation.
Behle ist Mitherausgeberin einer 2019 erschienenen Publikation über den 2001 erfolgten Zusammenschluss mehrerer Gewerkschaften zu ver.di und deren Entwicklung bis 2019.

## Veröffentlichungen
- mit Frank Werneke/Andrea Kocsis (Hrsg.): Überzeugt, authentisch, kämpferisch – ver.di und ihr Vorsitzender Frank Bsirske 2001 bis 2019, VSA: Verlag, Hamburg 2019, ISBN 978-3-96488-045-1.